# Varanus baritji
Varanus baritji är en ödleart som beskrevs av King och Horner 1987. Varanus baritji ingår i släktet Varanus och familjen varaner. Inga underarter finns listade i Catalogue of Life. För arten används ibland det vetenskapliga namnet Varanus insulanicus. Artepitetet baritji i det vetenskapliga namnet är bildat betyder i ursprungsbefolkningens språk vit. Det syftar på läkaren Neville White som hittade holotypen.
Arten förekommer i delstaten Northern Territory i Australien. Denna ödla lever i klippiga regioner med glest fördelad växtlighet. Den vilar i underjordiska bon mellan stenar och i termitstackar. Honor lägger 5 till 9 ägg per tillfälle. Ungarna är cirka 58 mm långa när äggen kläcks.
För beståndet är inga hot kända. Hela populationen anses vara stabil. IUCN listar arten som livskraftig (LC).